# Communauté rurale de Malicounda

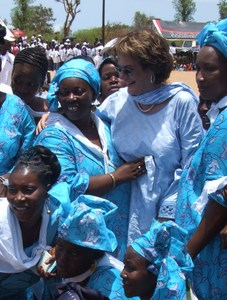
Molly Melching de Tostan en 2007 à Malicounda, célébrant le 10e anniversaire de l’abandon des mutilations génitales féminines dans le village.

La communauté rurale de Malicounda est une communauté rurale du Sénégal située à l'ouest du pays. 
Elle fait partie de l'arrondissement de Sindia, du département de M'bour et de la région de Thiès.

## Territoire
Issue de la loi n° 72.25 du 25 avril 1972 qui a établi les communautés rurales au Sénégal, la CR de Malicounda se trouve dans la région de Thiès à l’Ouest du pays, à moins de 100 km de Dakar, la capitale. Elle s'étend sur 124 kilomètres carrés et englobe 22 villages autour de la commune de Mbour. Avec une population de 38 104 habitants, dont 70 % de Sérères, 15 % de Bambara, 10 % de Wolof et 4 % de Peuls, cette zone occupe une position stratégique dans le Sénégal central atlantique, lui offrant de nombreuses opportunités.
La CR de Malicounda comprend à la fois des zones terrestres et maritimes, abritant principalement les principaux complexes hôteliers du Sénégal, tels que Saly Portudal et Nianing.

## Division de la communauté
La population de la CR de Malicounda se concentre principalement autour de quatre pôles distincts :
- Le pôle Nord-Est, caractérisé par un habitat diffus multipolaire, dont Keur Meïssa, siège du conseil rural, est le centre en raison de ses fonctions administratives.
- Le pôle Nord-Ouest, centré sur Saly Portudal, est en train de connaître une urbanisation progressive avec le développement des infrastructures liées aux activités touristiques.
- Le pôle de Nianing, situé au centre du territoire de la communauté rurale, est plus restreint dans l'espace qu'il occupe en raison de deux forêts chassées qui le séparent du quatrième pôle.
- Le pôle centré sur Pointe Saréne, principal village de la zone, est situé à l'extrême Sud de la communauté rurale.

Une caractéristique marquante de l'aménagement de l'espace dans la CR est la faible densité des habitats le long des grands axes routiers. Les villages le long de la Nationale I et de la Départementale Mbour-Joal sont très peu nombreux, de même que dans la frange maritime.
Cette répartition de la population s'explique en partie par le fait que la communauté rurale était, jusqu'à récemment (1972), principalement axée sur l'agriculture et l'élevage.
L'interaction entre les villages de la CR et la ville de Mbour est également notable. La commune de Mbour exerce une forte attraction sur les villages environnants, entraînant une déruralisation et une perte de culture pour une partie de la population. Cependant, cela a aussi des avantages, tels que la diffusion de la culture urbaine dans les zones rurales et l'accès à des outils de communication modernes.
La croissance rapide de la ville de Mbour, grâce aux infrastructures hôtelières et touristiques développées à Saly et Nianing notamment, offre des opportunités de développement pour la CR de Malicounda.